# Espresso Macchiato (pjesma)
Espresso Macchiato je pjesma estonskog repera i pjevača Tommyja Casha (Tomasa Tammemetsa). Napisali su je Tommy Cash i finski tekstopisac Johannes Naukkarinen, a produkcirao ju je Johannes Naukkarinen. Pjesma je objavljena 7. prosinca 2024. i predstavljala je Estoniju na Pjesmi Eurovizije 2025.

## Pozadina i kompozicija
Pjesma Espresso Macchiato je dance pop pjesma koju karakteriziraju tipični rap flow i elementi electro swinga. Stihove, na makaronskoj mješavini engleskog, spanglisha i broccolino dijalekta američkog talijanskog napisao je Tommy Cash zajedno s Johannesom Naukkarinenom. Tommy Cash je u intervjuu za Krooniku izjavio da se ideja za pjesmu rodila prirodno, bez namjere da se napiše za Pjesmu Eurovizije. Naukkarinen je bio jedan od tekstopisaca pjesme Cha Cha Cha finskog repera Käärije, koji je predstavljao Finsku na Pjesmi Eurovizije 2023.

## Kontreoverze
Pjesma Espresso Macchiato sadrži tekstove o špagetima, mafijašima i drugim stereotipima povezanim s talijanskom kulturom, što ga je učinilo predmetom kontroverzi u talijanskom tisku. Nakon pobjede na Eesti Laulu, RAI je posvetio izvješća njemu, a talijanska udruga potrošača Codacons je zatražila od Europske radiodifuzne unije (EBU) da diskvalificira pjesmu s natjecanja zbog "uvredljivog" sadržaja o stereotipima usmjerenim na Italiju i Talijane, izvijestivši organizaciju o jasnom kršenju pravila događaja koja zabranjuju sudjelovanje diskriminirajućih pjesama ili pjesama koje vrijeđaju druge ljude. Politički eksponenti Lega Nord, uključujući i potpredsjednika Senata Republike Gian Marco Centinaio, također su pozvali na diskvalifikaciju pjesme, tvrdeći da tko god vrijeđa Italiju mora ostati izvan Eurovizije.

## Natjecanje za pjesmu Eurovizije 2025

### Eesti Laul2025.
Dana 6. studenoga 2024., Tomas Tammemets (Tommy Cash) najavljen je kao jedan od sudionika Eesti Laula 2025., estonskog izbora za Pjesmu Eurovizije 2025., s pjesmom "Espresso Macchiato". Pjesma je pobijedila na natjecanju, čime je dobila pravo da predstavlja Estoniju na Pjesmi Eurovizije 2025.

### Pjesma Eurovizije
Estonija je nastupila 4. u prvom polufinalu te je prošla u finale. U finalu, koje se održalo 17. svibnja 2025. nastupio je 3. po redu.